# Siarczan manganu(III)
Siarczan manganu(III), nazwa Stocka: siarczan(VI) manganu(III), Mn
2(SO
4)
3 – nieorganiczny związek chemiczny z grupy siarczanów, sól kwasu siarkowego i manganu na III stopniu utlenienia.

## Otrzymywanie
Można go otrzymać w reakcji MnO
2 lub KMnO
4 ze stężonym kwasem siarkowym w podwyższonej temperaturze, np. :
2KMnO
4 + 4H
2SO
4 → Mn
2(SO
4)
3 + K
2SO
4 + 4H
2O + 2O
2↑
Reakcję należy prowadzić ostrożnie ze względu na jej egzotermiczny przebieg i powstawanie w początkowej fazie wybuchowego, lotnego Mn
2O
7. Po zakończeniu procesu siarczan potasu usuwa się przez przemywanie osadu stężonym kwasem siarkowym, który z kolei usuwa się wygrzewając produkt w 200 °C.

## Właściwości
Ma postać ciemnozielonych, bardzo silnie higroskopijnych kryształów. Rozpuszcza się bez rozkładu w kwasie siarkowym, z którego krystalizuje jako Mn
2SO
4·H
2SO
4·6H
2O. W rozcieńczonym kwasie siarkowym (<52%) hydrolizuje. Z wodą daje fioletowy roztwór, z którego wytrąca się MnO·OH.
Z siarczanami litowców tworzy dwie serie soli podwójnych – ałuny typu Me
2SO
4·Mn
2(SO
4)
3·24H
2O (Me oznacza atom litowca), np. ałun cezowo-manganowy Cs
2SO
4·Mn
2(SO
4)
3·24H
2O, oraz sole o mniejszej zawartości wody krystalizacyjnej, typu Me[Mn(SO
4)
2].

## Zastosowanie
Stosowany jest do wytwarzania soli manganu(III) z acetyloacetonem, Mn(acac)
3, wykorzystywanego przemysłowo jako katalizator niektórych reakcji organicznych.